# Koperi Regionális Múzeum
A Koperi Regionális Múzeum (szlovén nyelven Pokrajinski muzej Koper; olasz nyelven Museo regionale di Capodistria) székhelye 1954 óta az 1600 körül épült koperi Belgramoni–Tacco palotában van. Ennek a múzeumnak a feladata Szlovénia Primorska (tengerparti) történelmi körzete emlékeinek megőrzése és bemutatása. Gyűjteményeit, állandó és ideiglenes kiállításait a főépület négy szintjén, a kertben illetve a kert mögött található tágas melléképületben helyezték el.
A múzeumot 1911-ben alapították helyi történelmi és művészeti múzeumként (Museo Civico di Storia e d'Arte). Alapításának 10. évfordulóján, 2011-ben nyitották meg új állandó kiállítását Velence, Napóleon és a Habsburgok címmel.

## A Belgramoni–Tacco palota
Az 1600 körül épült palota reneszánsz és barokk elemeket is felmutat, de stílusa alapvetően manierista Az ajtó bronz kopogtatójának eredetijét Tiziano Aspetti (1559–1606) olasz szobrász készítette.
Építtetője az olasz nemesi Belgramoni család volt. Kettős nevének eredete minden bizonnyal a két család közötti, pontosabban nem ismert házassági kötelékben rejlik.
A belső tér kialakítása barokk jellegű, hasonlóan a kor többi koperi, illetve izolai és pirani palotájához. A kiforrott barokk egyik központi eleme, a lépcsőház önálló épülettestként jelenik meg, csakhogy oldalt és nem tengelyben áll.
A tágas átriumból ajtó vezet a földszinti helyiségekbe, amelyek többféle célt szolgáltak, és egy hasonlóan nagy portál vezet a gazdag és gondozott kertbe, ahol a lapidárium található. Az átrium bal oldali falának közepén egy lépcső vezet a lépcsőházhoz. A díszterembe két oldalról jut be a fény: a homlokzatról és a felső homlokzaton nyíló ablakokból. Az épület jobb szárnyában lévő társalgóból fiatalabb íves falépcső vezet a második emeletre. A második emeleten jóval alacsonyabbak a szobák. A bal szárny helyiségeibe a nagyterem mennyezete alatt szinte körbefutó, a helyiségnek új dimenziót adó galéria biztosítja a bejutást. A legtöbb szoba famennyezetű, fagerendás mennyezettel.

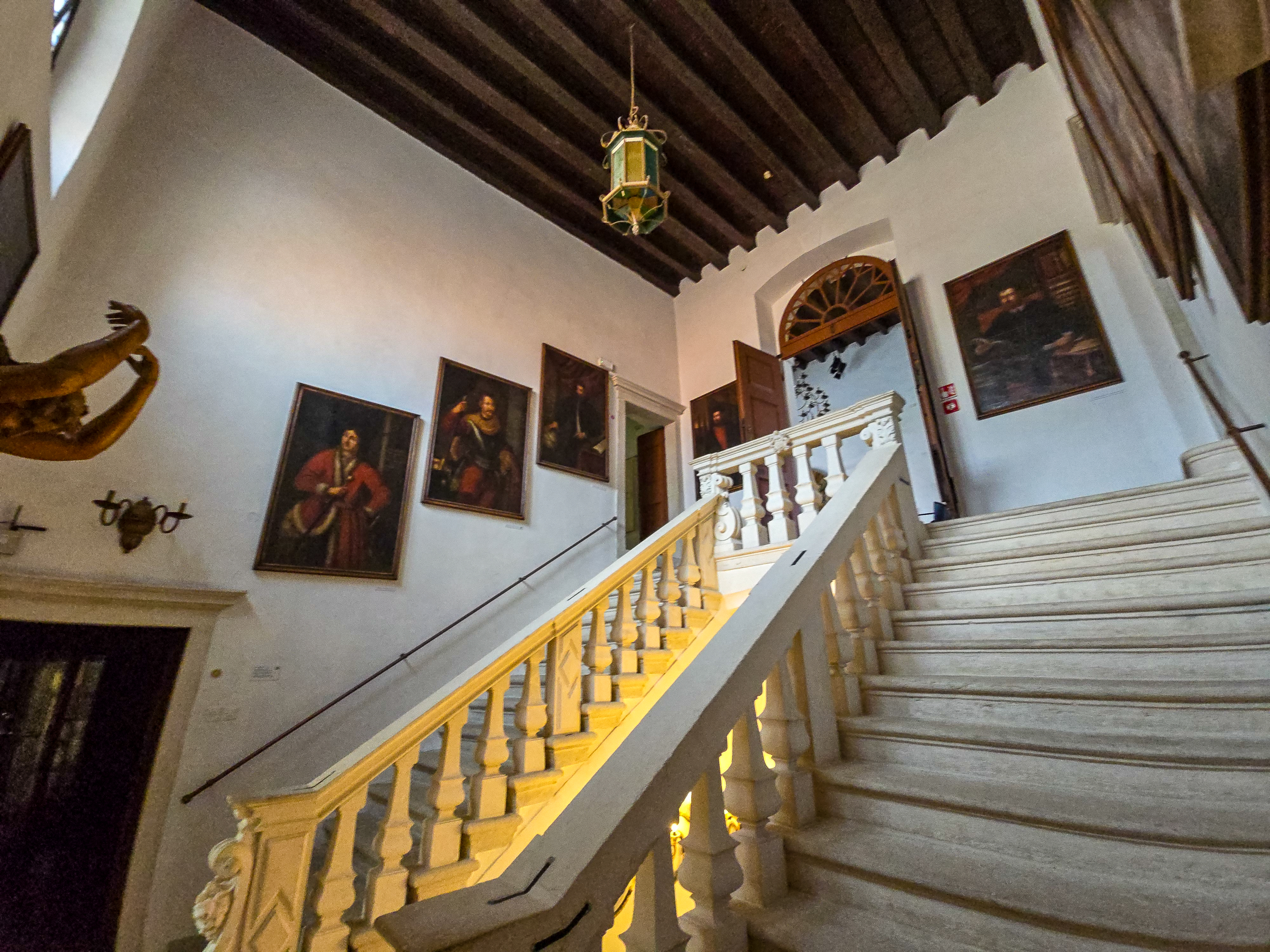
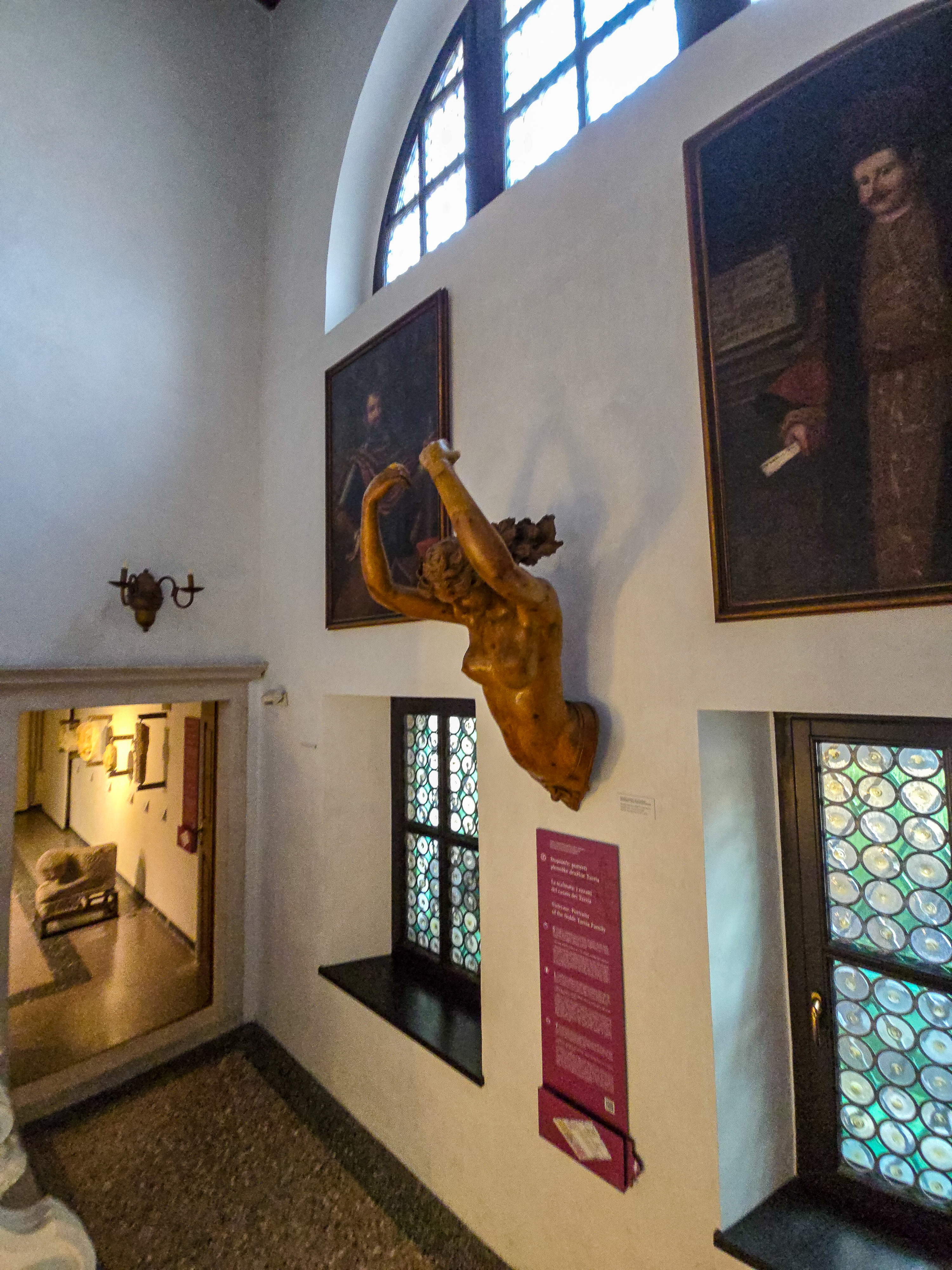
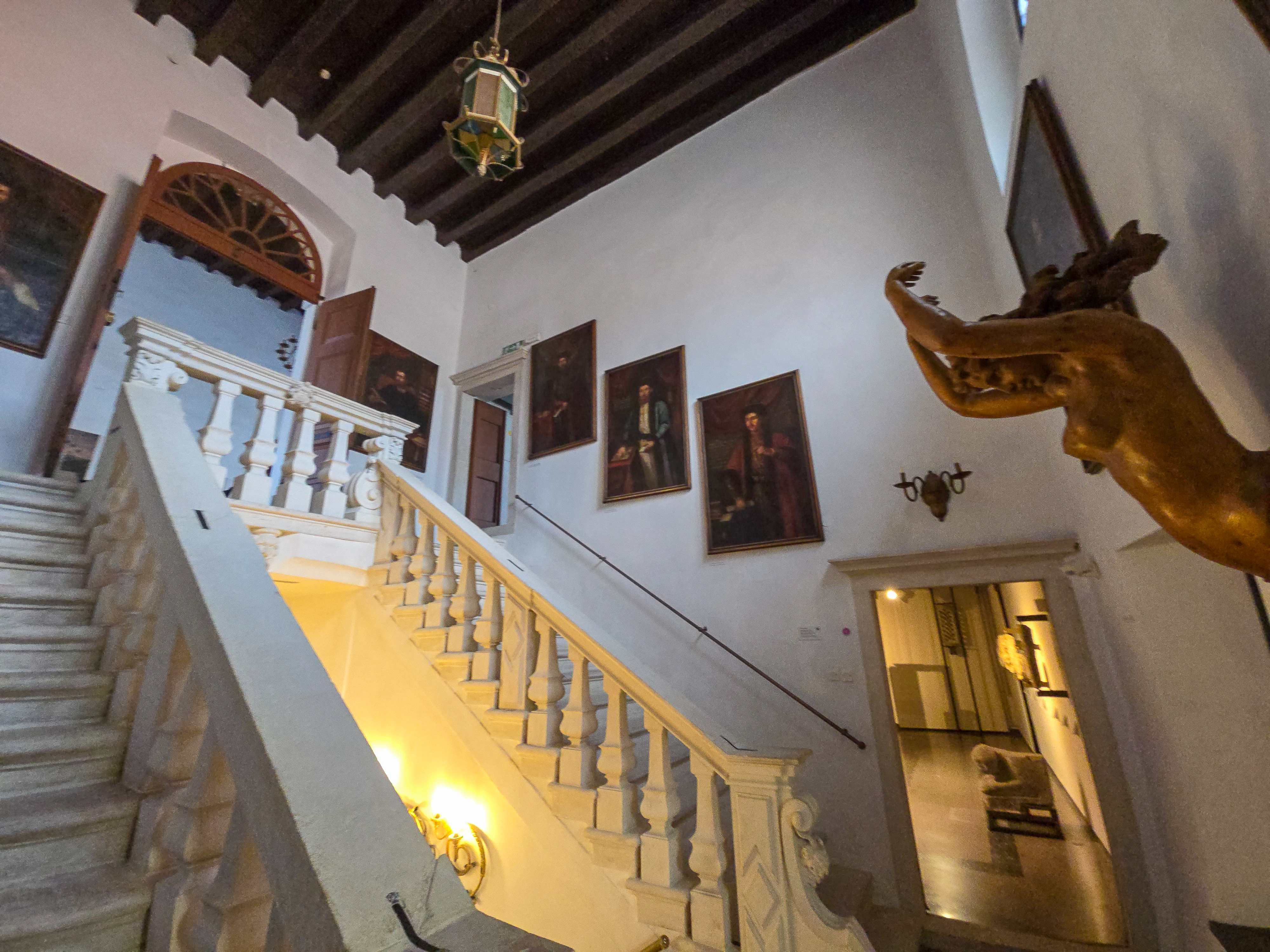
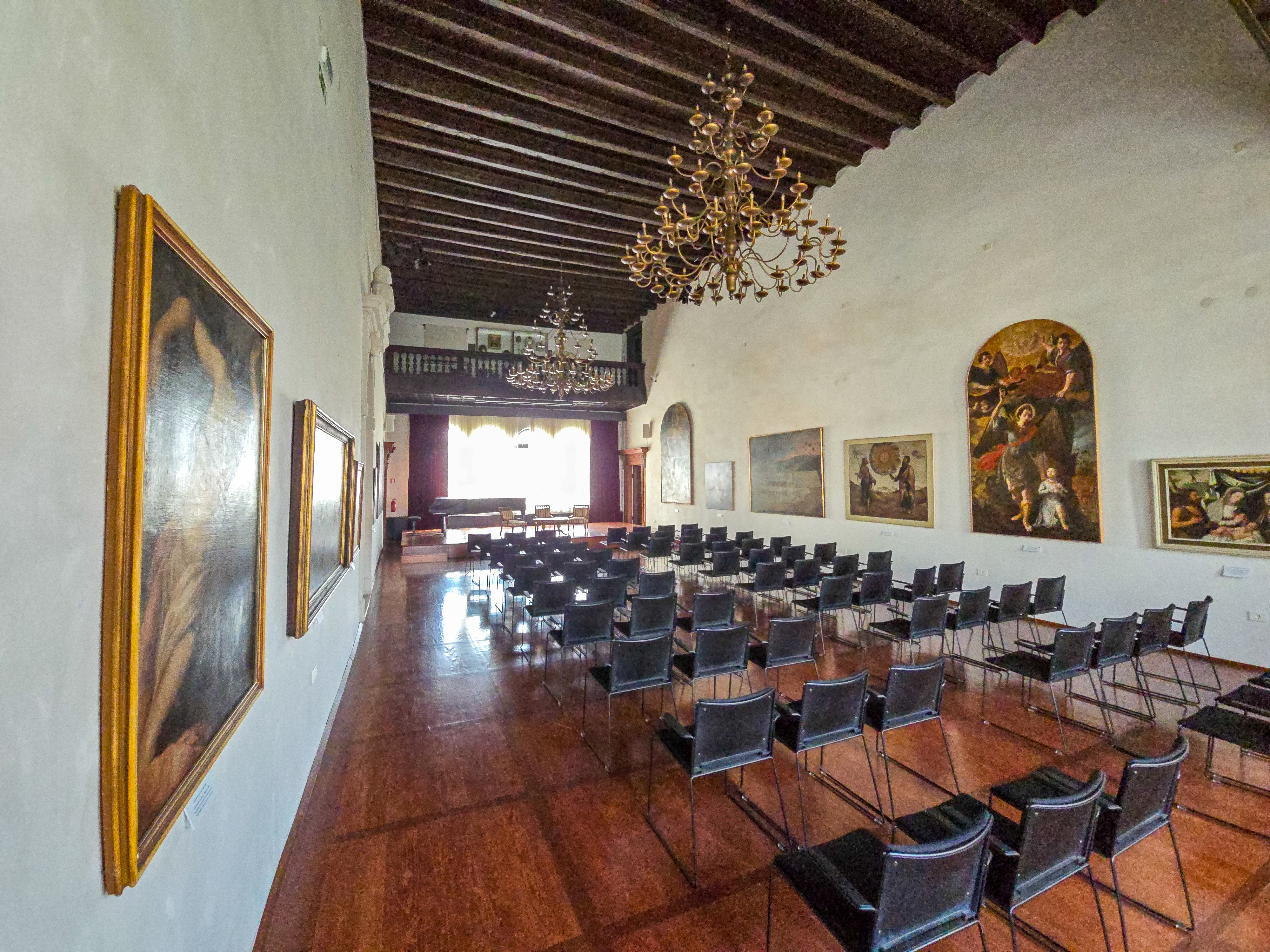

## A múzeum története
Az első helyi kezdeményezések múzeum alapítására már a 18. század végén megjelentek, de létrejöttének fő ösztönzője végül az isztriai régió első kiállítása volt Koperben (Prima Esposizione Provinciale Istriana) 1910-ben. Egy évvel később, az akkori koperi önkormányzat megalapította a Városi Történeti és Művészeti Múzeumot (Museo Civico di Storia e d'Arte), majd az első világháború után a Belgramoni–Tacco palota tágas épületébe költözött a gyűjtemény.
A második világháború során a gyűjteményből számos értékes műalkotás elveszett. 1954-ben a múzeumot Regionális Múzeumnak, majd 1967-ben Koperi Regionális Múzeumnak nevezték el. 1981–85 között a múzeum központi épületét teljesen felújították, ami lehetővé tette a múzeum tevékenységének bővítését és a gyűjtemények átrendezését.
A múzeum a Primorska régió hagyományait számos különböző területen kutatja és mutatja be: régészet, történelem, művészet és kultúrtörténet, a tengerparti és a karszt-területek etnográfiája és kulturális öröksége. Nagy figyelmet fordítanak a kulturális, tudományos és oktatási intézményekkel és egyesületekkel folytatott együttműködésre, különös tekintettel a külföldi szlovén intézményekre, valamint az isztriai és dalmáciai olasz és horvát intézményekre.
A múzeum főépülete ad otthont a régészeti gyűjteménynek, valamint az Isztria művelődéstörténetét, művészetét és történelmét felölelő kollekcióknak a 19. század legelejétől a végéig. A restaurátor műhelyben múzeumi anyagokat tárolnak, valamint oktatási tevékenység keretében szakmai napokat és műhelyfoglalkozásokat szerveznek.

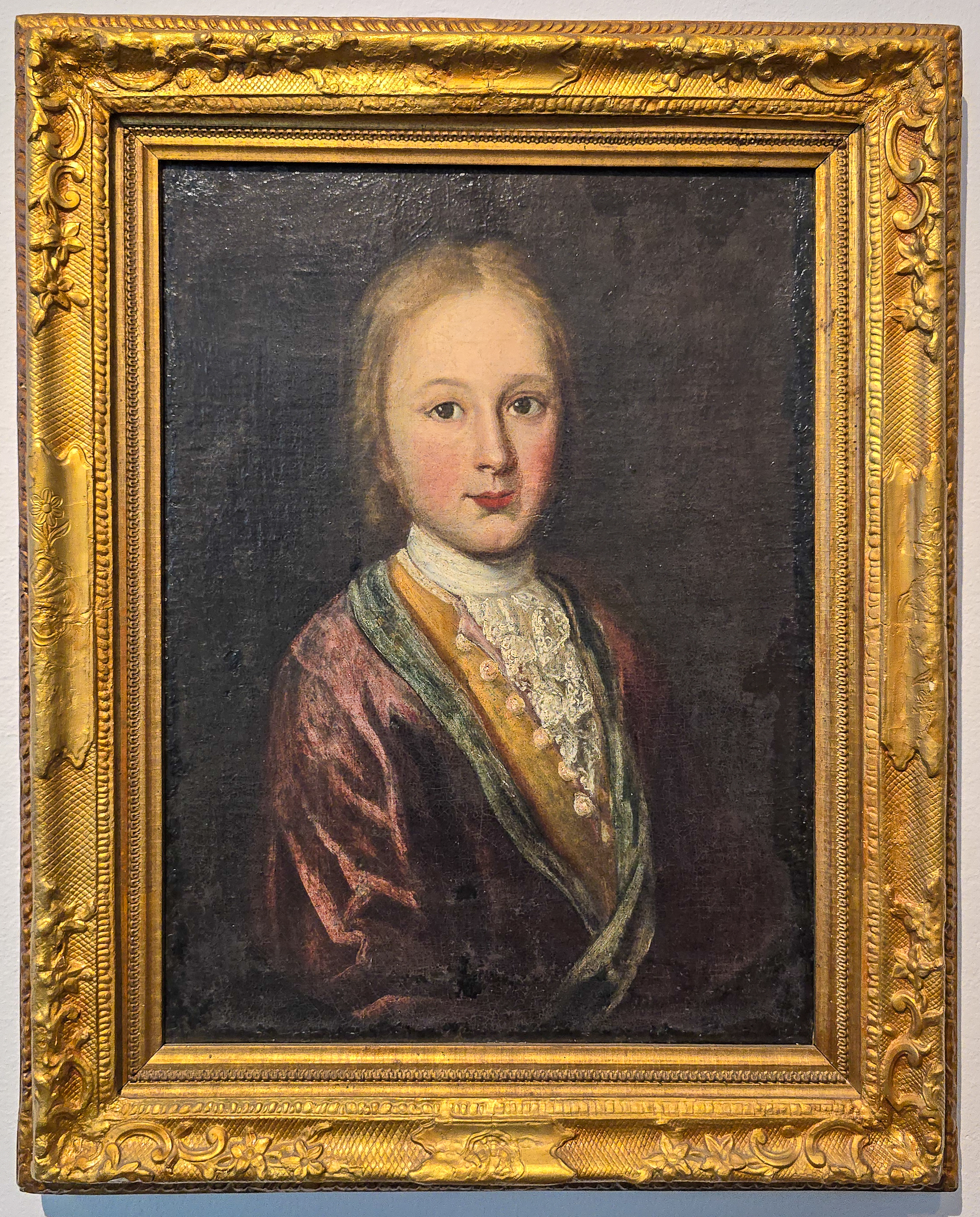
Sebastiano Bombelli – Ifjú portréja
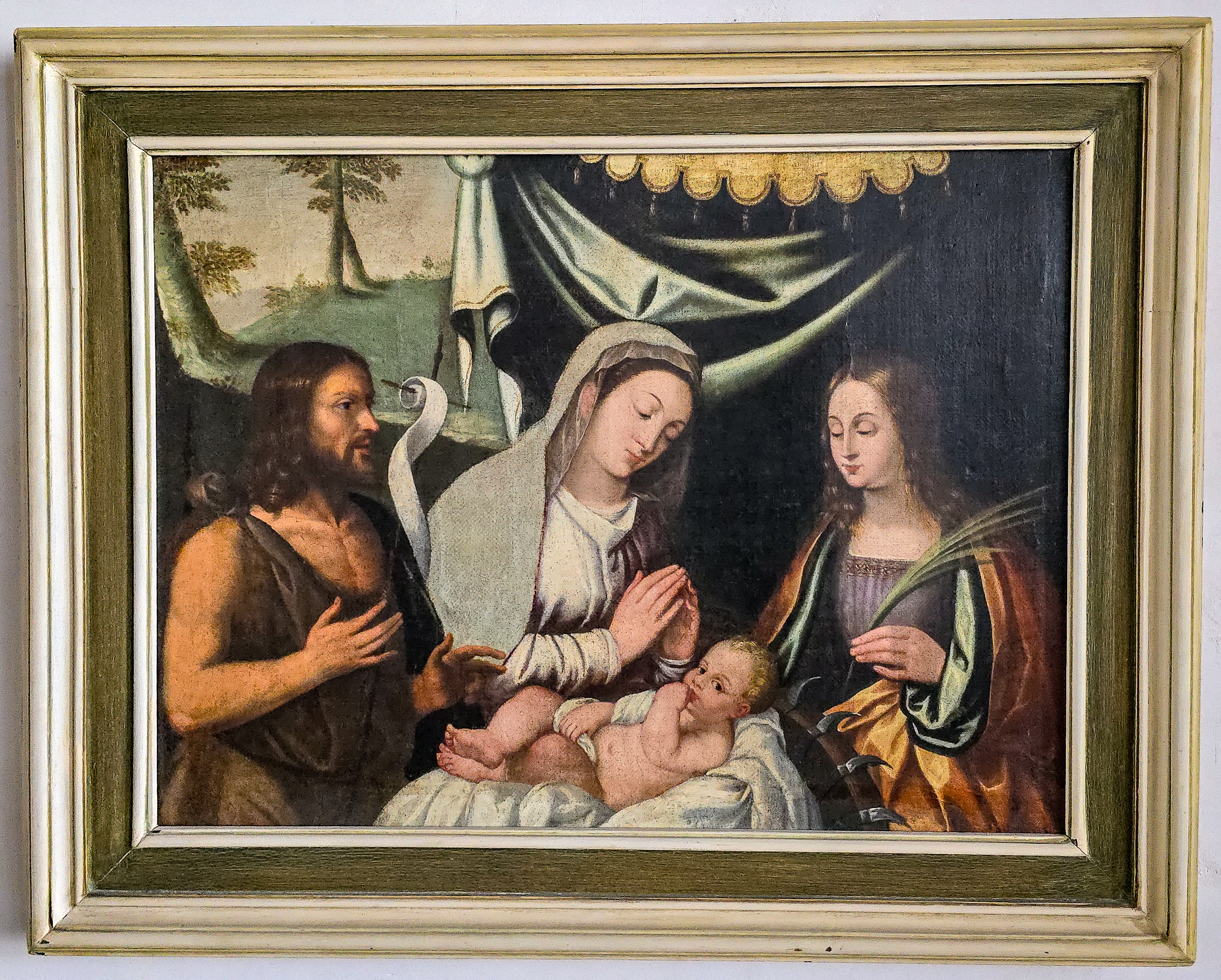
Francesco Rizzo da Santacroce – Madonna a gyermekkel, Keresztelő Szent Jánossal és Alexandriai Katalinnal
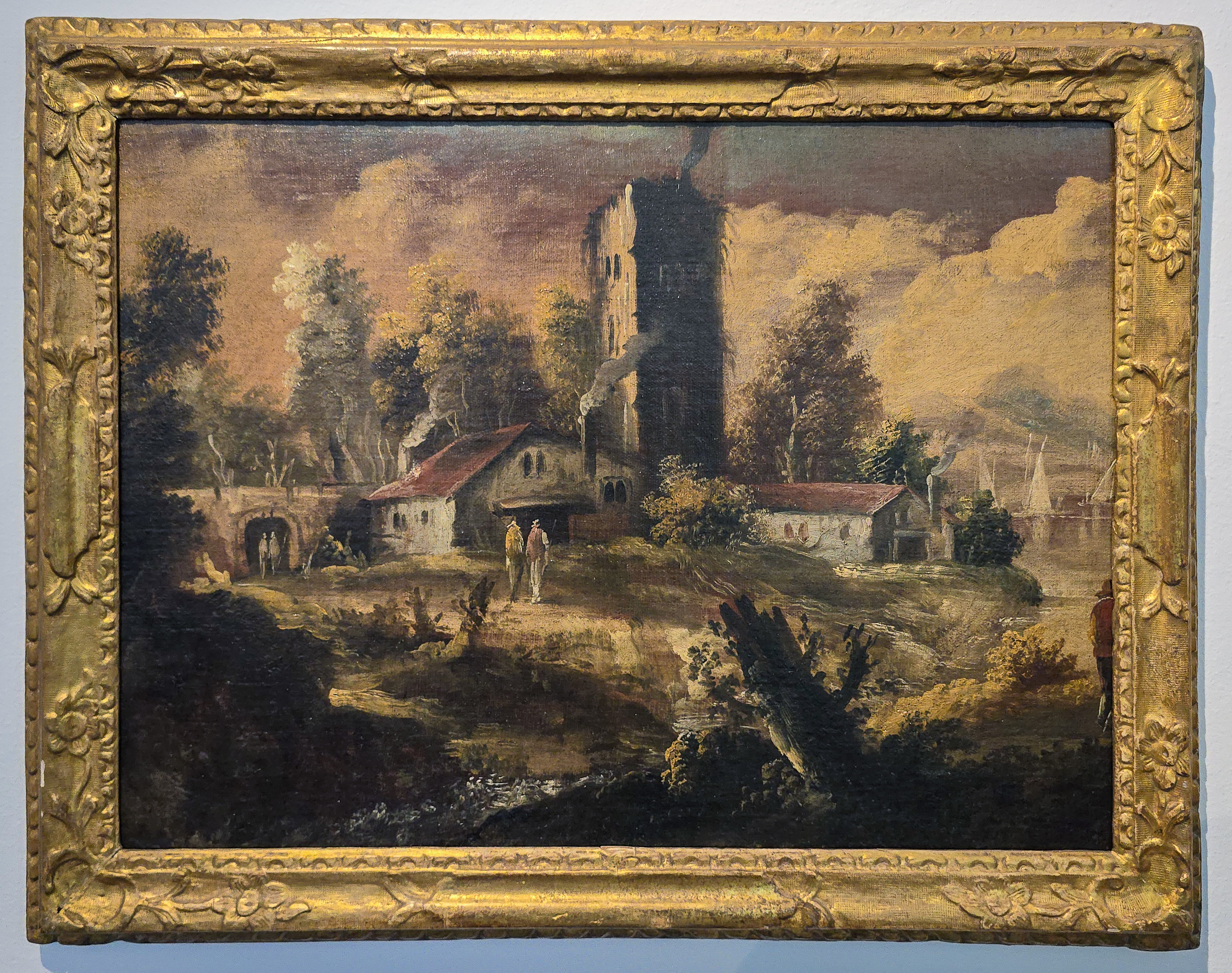
Bartolomeo Pedon – Tájkép alakokkal
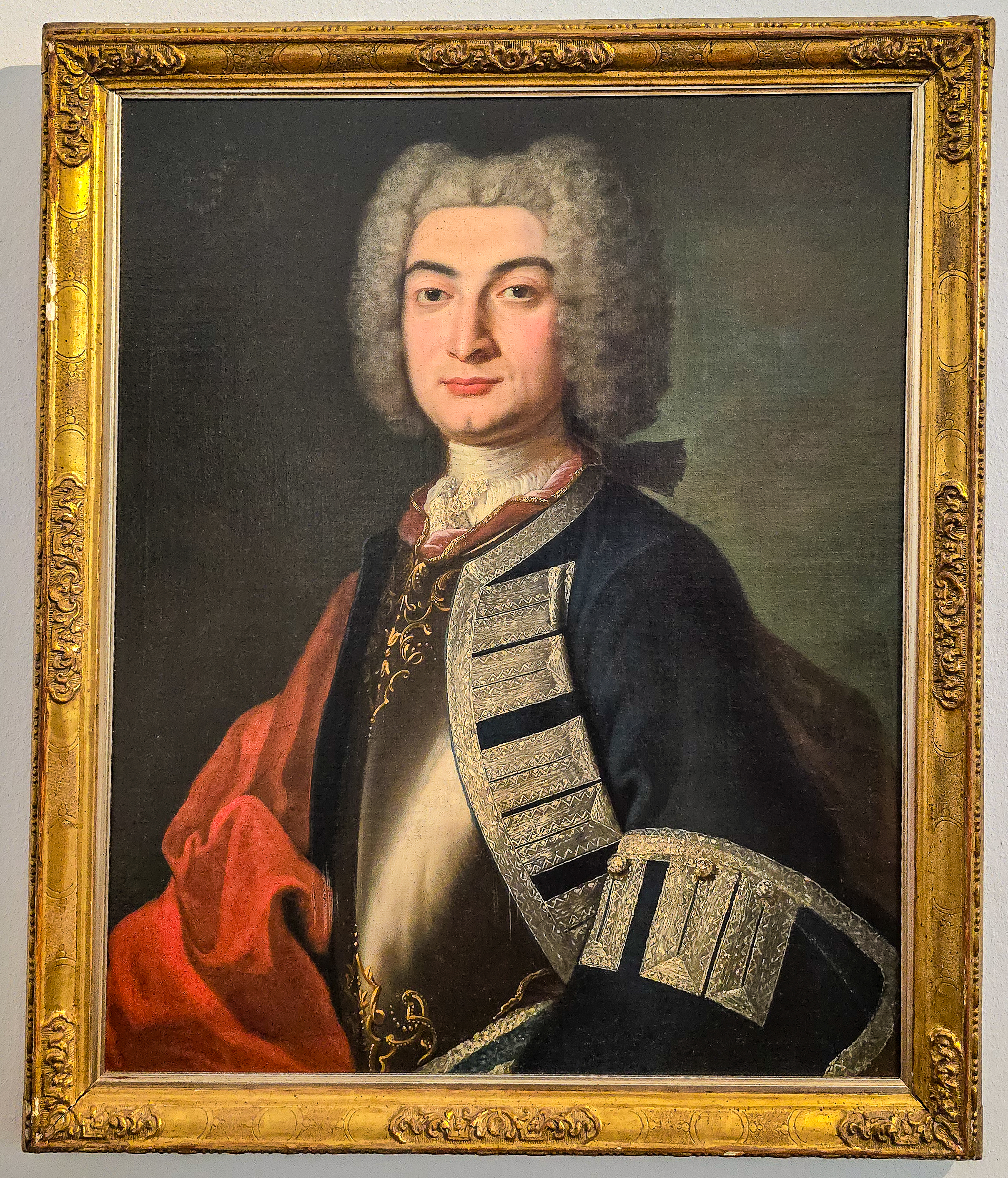
Bartolomeo Nazari – Gravisi márki portréja

## Gyűjteményei
A helytörténeti múzeum a barlangi medve történelem előtti korokból származó csontjaival indít. Jelentős a múzeum kőtára, az anyag egy része a palota kertjében, szabad ég alatt tekinthető meg. A gyűjtemény a tengerparti és karsztvidék legrégebbi tárgyi kultúráját képviseli. A kultúr- és művészettörténeti kollekció szobrokból, festményekből, művészeti és kézműves alkotásokból áll, időrendi sorrendben és témák szerint.
A képtár festményeket, szobrokat és más művészeti alkotásokat mutat be, kiegészítve a velencei kulturális tér 17. és 18. századi berendezéseivel, 18. és 19. századi történelmi anyagokkal, valamint a felvilágosodás, az orvostudomány és gyógyszerészet, valamint a politikai élet néhány kiemelkedő, helyi kötődésű alakjával. 
A Velence, Napóleon és a Habsburgok küzdelmének térségbeli hatásaival foglalkozó állandó kiállítás a 16. és a 19. század közötti időszakot öleli fel, és bemutat néhány helyi személyiséget, például Paolo Naldini püspököt és ifjabb Pier Paolo Vergeriot (1498–1565), Santorio Santoriot (1561–1636), a hőmérőt feltaláló orvost, valamint Giovanni Rinaldo (1720–1795) írót és történészt.
A múzeum állandó kiállításának a része a Gramsci téren elhelyezett az etnográfiai gyűjtemény is.
2024-ben Tone Kralj (1900–1975) festőművész munkásságát bemutató nagyszabású időszaki kiállítást rendezett a múzeum.

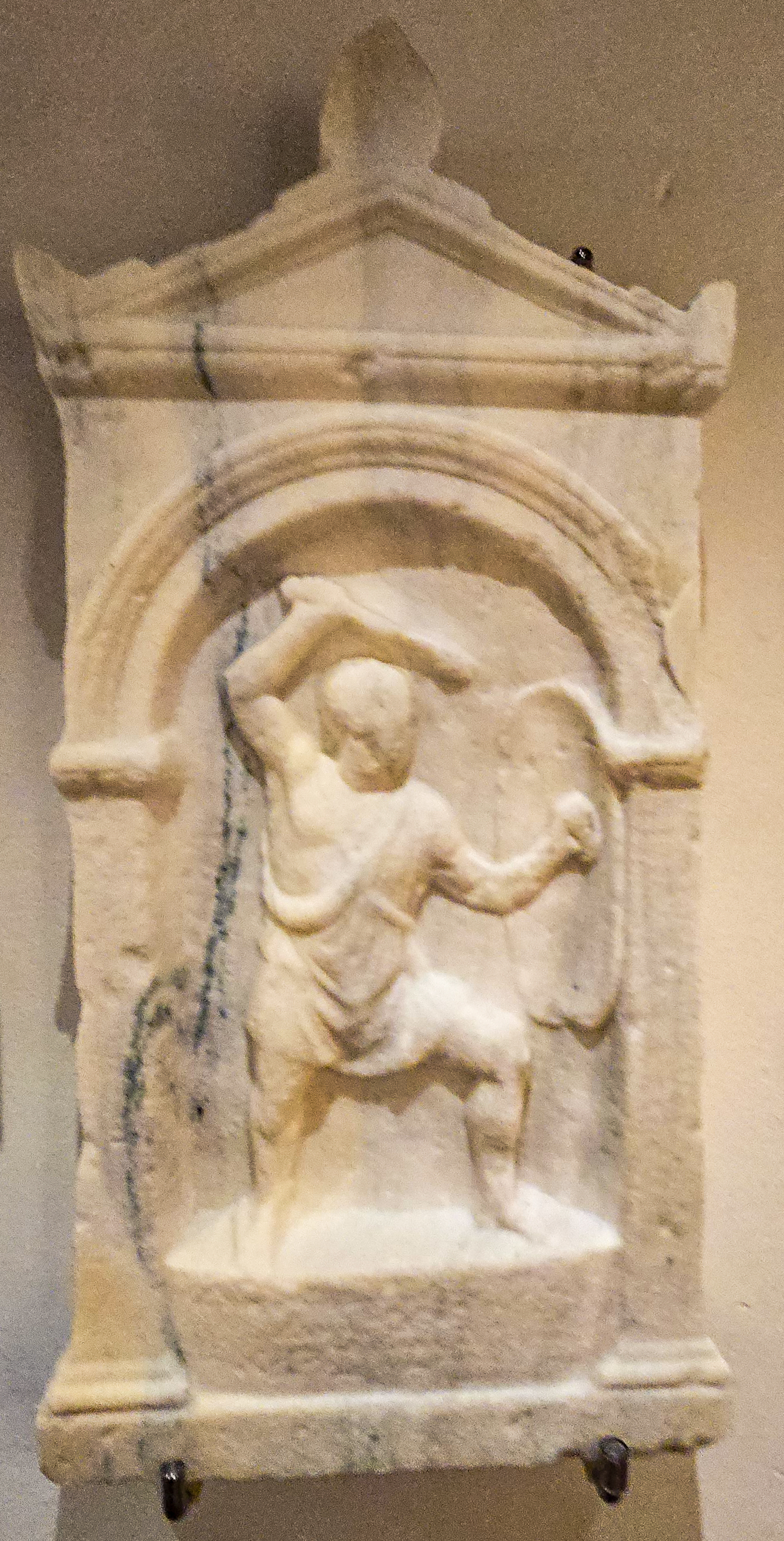
Hellenisztikus sírkő
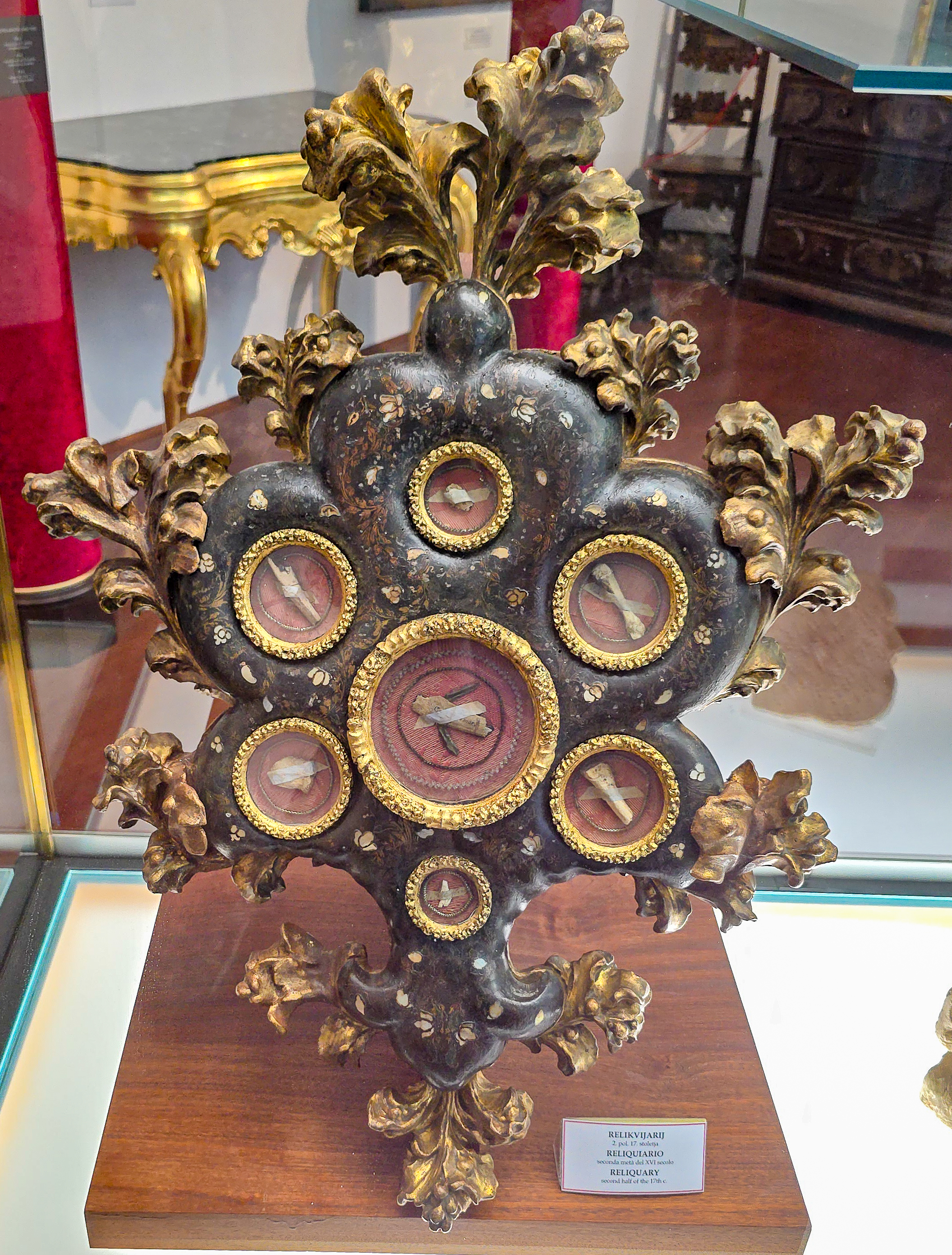
Ereklyetartó, 17. század
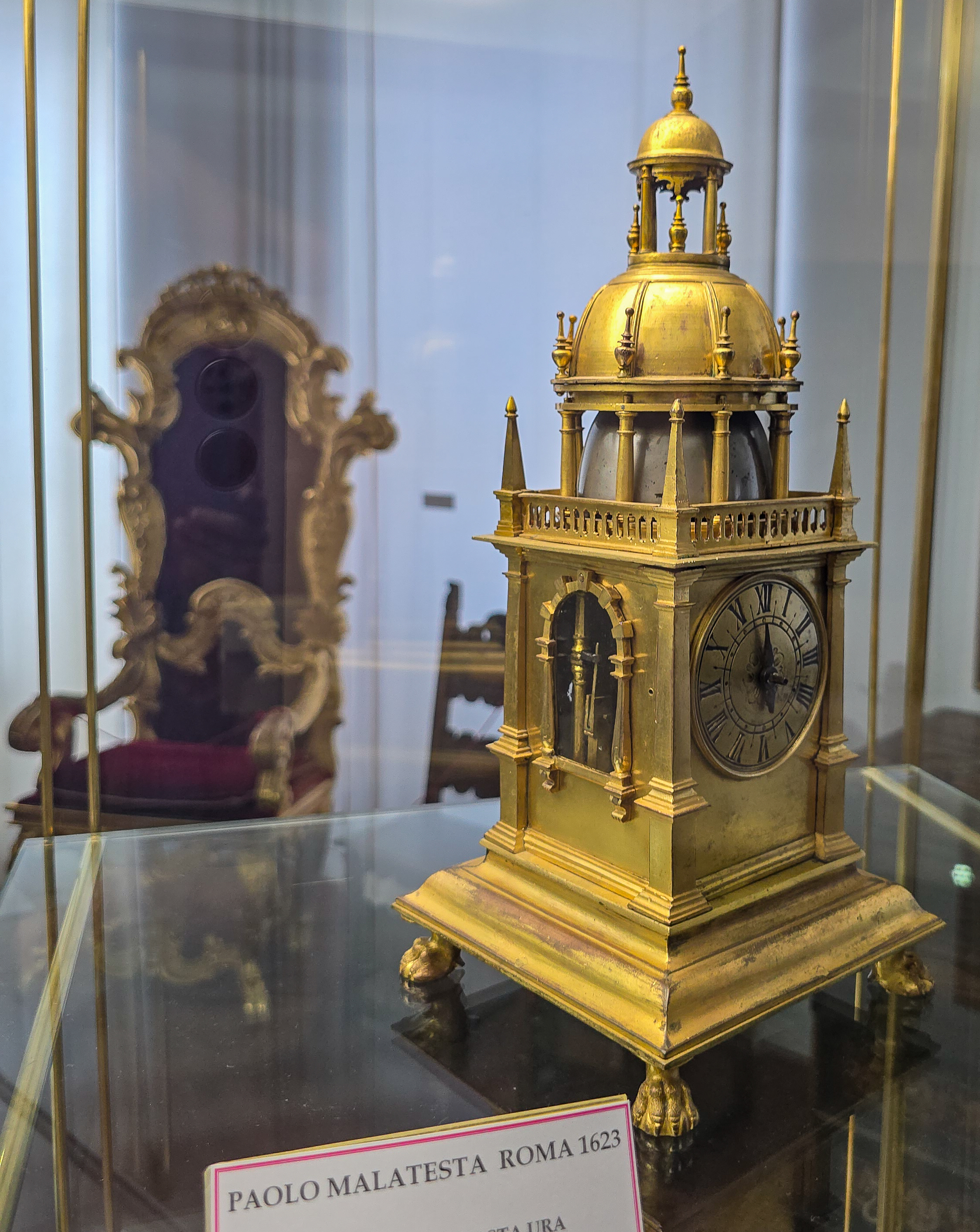
Asztali óra
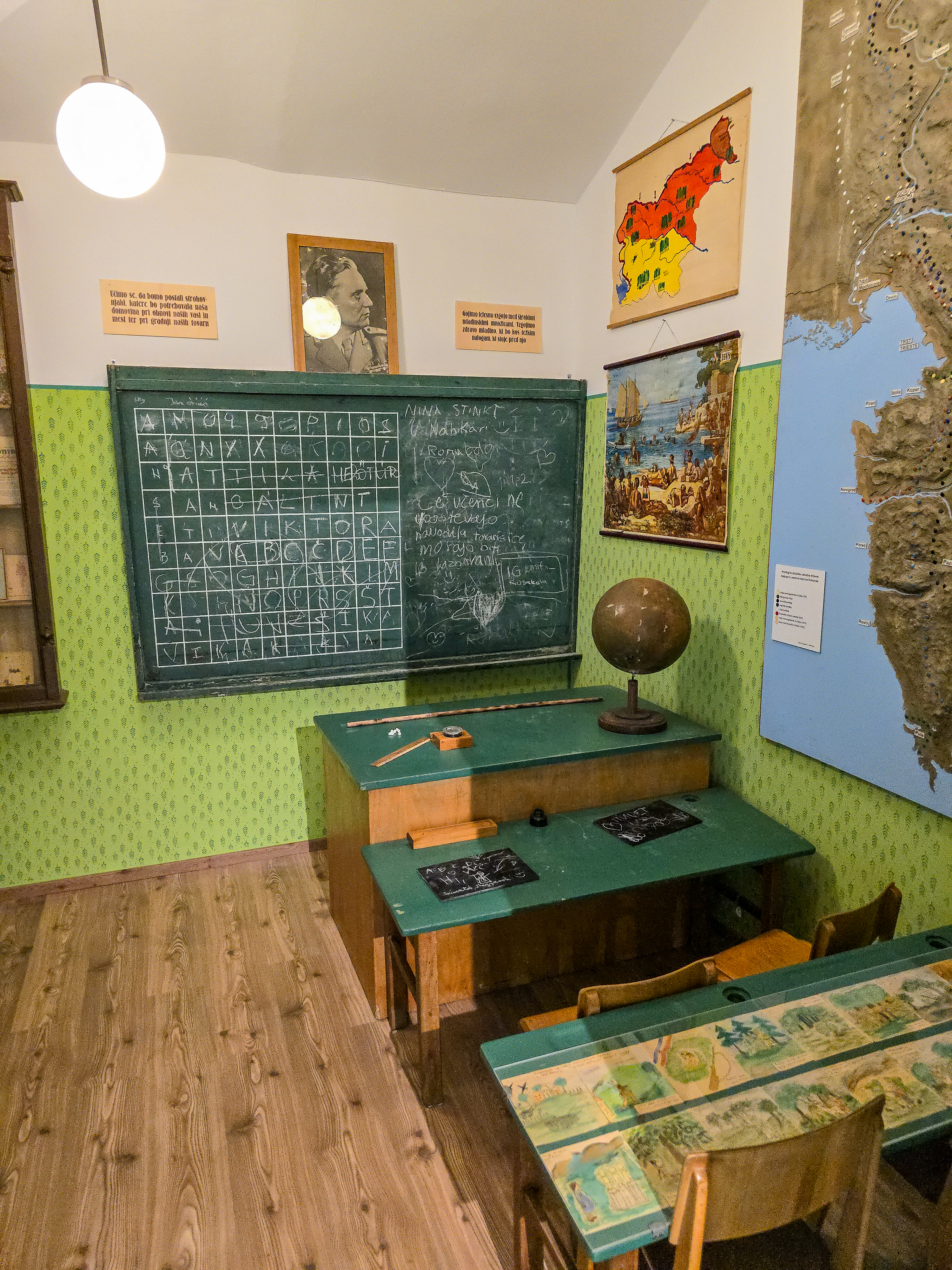
Osztályterem az 1950-es évekből

## Fordítás
- Ez a szócikk részben vagy egészben  a   Pokrajinski muzej Koper című szlovén Wikipédia-szócikk ezen változatának fordításán alapul.  Az eredeti cikk szerkesztőit annak laptörténete sorolja fel. Ez a jelzés csupán a megfogalmazás eredetét és a szerzői jogokat jelzi, nem szolgál a cikkben szereplő információk forrásmegjelöléseként.